# ホタルック
ホタルックとは、ホタルクス（旧・NECライティング）がNECブランドで販売する、残光性蛍光体を使用した蛍光灯のブランド名である。

## 概要
従来の蛍光灯の場合、消灯後は暗くなったが、ホタルックは蛍光体に残光性蛍光体の層を使用する事で消灯後も淡いブルーグリーンの残光が持続する。そのため、停電時や災害時に一定の時間薄明かりになるので安全性が高まる（ただし消防法に適合した非常灯の代わりとしては使えない）。名称は消灯後、あたかも蛍のようにぼんやり光る事に由来し、後にNECライティングを引き継いだ会社の社名・ホタルクスにも繋がった。

## 種類
ホタルック、電球型蛍光灯のホタルックボール、残光持続時間が延びたホタルックαや飛散防止加工が施された種類もある。なお、ホタルックボールは2012年3月末に生産・販売終了している。

## その他
2005年頃、上新電機から阪神タイガースのロゴが入ったOEMの製品が販売されていた。コジマからもOEMで販売されている。
当商品のイメージキャラクターは、ほのかちゃん、4歳と言う設定で家族構成も設定されている。
なお製造はパナソニック ライティングデバイスへ委託しているため、蛍光灯の種類を示す記号にはパナソニック製である事を示す「ME」が書かれており、パナソニックショップの一部でもNEC製蛍光灯が販売されている。逆に、NECもパナソニックから蛍光灯の生産を受託しており、「パルック」ブランドでありながらNEC製であることを表す「N（▲▼）」マークが付いている。
NECブランドで販売される「LIFELED'S」LEDシーリングライトには、「ホタルック機能」が付いた機種が存在するが、この機能は電池を使用せず、照明を点灯している間に充電された「ホタルック点灯回路」で蓄えられたエネルギーを使って、消灯や急な停電時に淡いブルーグリーンの光を点灯する仕組みになっており、残光性蛍光体は使われていない。